# Louis d'Aubusson de la Feuillade
Louis d'Aubusson de la Feuillade, duc de Roannais, (1673 - 28 de gener, de 1725) fou un militar i aristòcrata francès al servei de Lluís XIV de França durant la Guerra de Successió Espanyola. Nomenat comandant en cap de l'exèrcit francès al front italià després que el Duc de Vendôme fos destinat al front continental, fou derrotat en la batalla de Torí. Aquesta batalla significà l'expulsió de les tropes franceses d'Itàlia i el tancament del front italià de la Guerra de Successió Espanyola.

## Perfil biogràfic
Era el fill de François d'Aubusson de La Feuillade, un Mariscal de França. Es casà amb la filla de Michel Chamillart, el secretari d'estat per a la guerra de Lluís XIV de França.

## Expedient militar
Des dels 15 anys serví com a voluntari en l'exèrcit. Fou nomenat Mestre de camp (coronel) d'un regiment de cavalleria del seu nom l'agost de 1689, però el seu regiment és llicenciat després de la pau de Rijswick, el 1698.
Fou nomenat Mestre de camp (coronel) d'un regiment de cavalleria del seu nom el maig de 1701 i a finals de 1702 fou ascendit al grau de mariscal de camp.

### Guerra de Successió Espanyola
Quan després de la derrota de les tropes franceses a la batalla de Ramillies de 1706, el Duc de Vendôme fou destinat a Flandes per reorganitzar el front continental, el duc de Roannais fou nomenat el seu successor com a comandant en cap de les tropes franceses al front de guerra italià.
El seu nomenament obeïa a la recomanació que el seu sogre havia fet al rei Lluís XIV de França. El Duc de Roannais, a l'edat de 33, no tenia cap tipus d'experiència com a comandant en cap i era ambiciós i arrogant.
El Duc de Roannais ignorà el bon consell del Marquès de Vauban (un expert sobre setges), i atacà la ciutadella de Torí frontalment. Durant el llarg setge que precedí la batalla de Torí dessagnà de manera absurda tot un petit exèrcit, malbaratant un recursos valuosos.
Després de la derrota a la batalla de Torí, seguida per la completa retirada de les tropes franceses d'Itàlia, La Feuillade fou el cap de turc. Se l'ignorà durant la resta del regnat de Lluís XIV de França i no fou rehabilitat fins al regnat de Lluís XV de França, que el nomenà Mariscal de França el 1724.
El Duc de Roannais morí al Castell Marly sense fills i el títol de duc de Roannais s'extingí.